# Esther Bendahan
Esther Bendahan Cohen (Tétouan, 1957) è una scrittrice marocchina naturalizzata spagnola.
Nata in una famiglia ebraica marocchina originaria di Tétouan, si stabilì a Madrid dove ha studiato psicologia e filologia francese.
È la direttrice del programma televisivo Shalom (La2) e caporedattrice della Casa Sefarad-Israel.

## Opere
- Soñar con Ester Benari, Ediciones Tantín, 2002
- La sombra y el mar, Morales del Coso, 2003
- Deshojando alcachofas, Seix Barral, 2005
- Déjalo, ya volveremos, Seix Barral, 2006
- La cara de Marte, Algaida, 2007.
- El secreto de la reina persa, La Esfera de los Libros, 2009.
- Pene, 2011.
- Tratado del alma gemela, 2012.

## Premi
- Premio Tigre Juan, 2006 con La cara de Marte.
- XXII Premio Torrente Ballester, 2012 con Tratado del alma gemela

## Traduzioni
- Au nom de l'Autre: Réflexions sur l'antisémitisme qui vient , Alain Finkielkraut, Seix Barral, 2005 (con Adolfo García Ortega).